# Cécile Guilbert
Cécile Guilbert, née en 1963 à Pau, est une essayiste, romancière, journaliste et critique littéraire française.
Elle est membre du jury du prix Renaudot depuis 2021.

## Biographie
Elle est née le 29 novembre 1963 à Pau. Titulaire d'une maîtrise en philosophie, elle a suivi les cours[pas clair] de l'Institut d'études politiques de Paris et obtenu son diplôme en 1985. Elle vit une expérience  dans divers cabinets ministériels, dans lesquels elle rencontre, dit-elle, la « bassesse du courtisan », préfiguration de son premier essai publié en 1994, Saint-Simon ou L'encre de la subversion,,.
Cet ouvrage, consacré au duc de Saint-Simon, courtisan à la cour de Louis XIV, devait originellement prendre la forme d'un roman, dont le personnage principal aurait été un spécialiste dudit auteur ; mais elle est passée à un autre genre littéraire, celui de l'essai et d’un portrait d’une figure singulière, une approche qui va prédominer dans son œuvre ultérieure.
Elle continue, après ce Saint-Simon, avec Guy Debord, dans Pour Guy Debord, où elle s'attache à mettre en lumière le rapport de Debord à l'art.
Vient ensuite un essai sur l'écrivain britannique Laurence Sterne, contemporain du XVIIIe siècle,  inspirateur de la modernité littéraire, de Diderot à Nabokov en passant par Joyce. Cet essai — titré L'écrivain le plus libre, en référence à la dédicace de Nietzsche aux « esprits les plus libres » dans Humain, trop humain — est à la fois une biographie, une critique et une œuvre fictive, se présentant sous la forme d'une conversation entre le spectre de Sterne et elle, sorte de maïeutique ayant pour finalité de faire comprendre  à quel point l’œuvre de Sterne, notamment Vie et opinions de Tristram Shandy, gentilhomme, est importante dans l'histoire de la littérature.
Son quatrième essai, Warhol Spirit, est une réflexion, un « essai d’interprétation amical », pour reprendre la qualification d’Olivier Barrot. Cet essai est consacré à la parole et aux écrits d'Andy Warhol au prisme de la sagesse taoïste, cherchant à mettre en valeur la spiritualité paradoxale de cet artiste dans des domaines aussi divers que l'art, la célébrité, l'argent, ou encore son intérêt pour la mort,. Cet essai lui vaut de remporter le prix Médicis essai en 2008.
Elle publie également un roman, Le Musée National, lequel se veut à la fois une satire de l'époque et une déclaration d'amour à l'art. En 2009, elle publie un recueil d'articles écrits pour des journaux et revues depuis 1999 — réunis sous le titre Sans entraves et sans temps morts — et classés dans plusieurs parties formant chacune une cohérence. Y sont aussi bien traités des sujets relatifs à la mode, le goût de certains musées et cafés, des auteurs comme Bret Easton Ellis, Don DeLillo, Jonathan Swift, Bernard Lamarche-Vadel, Sade ou encore Carlo Emilio Gadda, l'« expérience » d'une promenade dans les jardins de Vaux-le-Vicomte ou le sculpteur de Louis XIV Le Bernin.
En 2012 paraît Réanimation,  récit autobiographique qui trouve son origine dans les notes qu'elle a prises à l'occasion d'un épisode douloureux de sa vie. Elle y relate la plongée de son mari, Nicolas Guilbert, dans le coma en raison d'une affection rare, l'attente de son retour à la conscience et « l'impuissance de l'un quand l'autre lutte contre la mort »,,.
En 2016, elle participe à l'opération de brand content par laquelle la maison Gallimard s'associe à Dior pour célébrer le sac Lady, objet emblématique de la marque dont elle propose une courte phénoménologie humoristique. 
En 2017, elle publie Les Républicains, où, imaginant croiser un ancien condisciple de Sciences Po Paris, devenu banquier d’affaires, elle retrace leurs échanges fictifs, et y fait le portrait groupé d’une certaine oligarchie politique,, ainsi que de la décomposition politique française.
En janvier 2018, elle est cosignataire d'une tribune de 100 femmes parue dans Le Monde « contre le puritanisme » en réaction au mouvement #MeToo. Cette tribune veut défendre la « liberté » des hommes « d’importuner » les femmes et dénoncer toute haine des hommes et de la sexualité. Le texte déclenche une controverse,.
En 2019, elle publie avec succès une anthologie sans équivalent dans une autre langue: Écrits stupéfiants, drogues et littérature de Homère à Will Self (collections Bouquins, Robert Laffont) regroupant plus de 300 textes signés par 220 auteurs sur l'imaginaire et l'expérience des substances psychotropes. 
Chroniqueuse hebdomadaire dans les colonnes de La Croix de 2017 à 2019, elle en publie une sélection dans Roue libre (Flammarion, 2020; J'ai lu, 2021) et reçoit le prix de la critique de l'Académie française.
Elle a ensuite poursuivi cette activité de chroniqueuse dans la revue Books (2021-2022), puis dans l'hebdomadaire Marianne où elle signe également des articles de critique littéraire.

## Œuvres

### Essais
- Saint-Simon ou l'encre de la subversion, Paris, Gallimard, 1994, 169 p. (ISBN 978-2-07-073932-5)
- Pour Guy Debord, Paris, Gallimard, 1996, 114 p. (ISBN 978-2-07-074442-8)
- L'Écrivain le plus libre, Paris, Gallimard, 2004, 327 p. (ISBN 978-2-07-077090-8) (sur Laurence Sterne)
- Warhol spirit, Paris, Grasset & Fasquelle, 2008, 277 p. (ISBN 978-2-246-73311-9), prix Médicis Essai
- Sans entraves et sans temps morts, Paris, Gallimard, 2009, 393 p. (ISBN 978-2-07-012262-2)
- La Boîte à Lettres, les plus belles lettres manuscrites de Voltaire à Edith Piaf, Paris, Robert Laffont/France Culture, 2014, 218 p. (ISBN 978-2-221-14626-2)
- Sans entraves et sans temps morts. 2, Paris, Éditions Grasset et Fasquelle, 2015, 388 p. (ISBN 978-2-246-85301-5)
- Ecrits Stupéfiants, drogues & littérature de Homère à Will Self, Paris, Robert Laffont, coll. « Bouquin », 2019, 1401 p. (ISBN 978-2-221-12316-4)
- Roue libre : chroniques, Paris, Flammarion, 2020, 311 p. (ISBN 978-2-08-020745-6), prix de la critique de l'Académie française; J'ai lu, 2021

### Romans & récits
- Le Musée national, Gallimard, 2000, 200 p. (ISBN 978-2-07-075075-7)
- Réanimation, Paris, Grasset et Fasquelle, 2012, 269 p. (ISBN 978-2-246-74661-4)
- Les Républicains, Paris, Éditions Grasset et Fasquelle, 2017, 251 p. (ISBN 978-2-246-85299-5)

### Préfaces
- préface de Jack-Alain Léger, Le siècle des ténèbres; Le roman; Jacob Jacobi, Paris, Denoël, 2006, 876 p. (ISBN 2-207-25767-3)
- préface de 50 lettres du marquis de Sade à sa femme, Paris, Flammarion, 2009, 255 p. (ISBN 978-2-08-122891-7) (avec Pierre Leroy)
- préface de Vladimir Nabokov (trad. de l'anglais), Littératures, Paris, Robert Laffont, collection « Bouquins », 2010, 1211 p. (ISBN 978-2-221-11327-1)
- préface de Nicolas Guilbert, Animaux & cie, Paris, Grasset, 2010, 256 p. (ISBN 978-2-246-78325-1 et 2-246-78325-9)
- préface d'Édith Piaf, Mon amour bleu, Paris, Grasset, 2011, 224 p. (ISBN 978-2-246-78501-9 et 2-246-78501-4)
- préface de Nicolas Guilbert, Animonuments : un voyage sentimental à travers la France, Paris, Éditions des Cendres, 2011, 112 p. (ISBN 978-2-86742-180-8)
- préface de Sacher-Masoch (trad. de l'allemand), Œuvres maîtresses, Paris, Robert Laffont, 2013, 833 p. (ISBN 978-2-221-13989-9)
- préface de Louis-Charles Fougeret de Monbron, Le Cosmopolite ou le citoyen du monde, Paris, Petite Bibliothèque Payot, 2014, 125 p. (ISBN 978-2-7436-2680-8)
- postface de Nicolas Guilbert, Paris Paradis, journal photographique, Paris, Flammarion, 2015, 327 p. (ISBN 978-2-08-137082-1)
- préface de Bret Easton Ellis (trad. de l'anglais), Œuvres Complètes, Paris, Robert Laffont, coll. « Bouquins », 2016, XLII-1041 p. (ISBN 978-2-221-15788-6)
- préface d'Éric Dussert, Cachées par la forêt, 138 femmes de lettres oubliées, Paris, La Table Ronde, 2018, 574 p. (ISBN 978-2-7103-7714-6)
- préface de Walter Rheiner, Cocaïne, Paris, Rivages, coll. « Petite Bibliothèque » (no 947), 2020, 86 p. (ISBN 978-2-7436-4915-9)
- préface de Nicolas Guilbert, Voir & Regarder l'Art, Herscher, 2021
- préface, notices et édition de Jack-Alain Léger alias Melmoth & Dashiell Hedayat, L'opéra du moi, œuvres choisies, collection Bouquins, 2023
- préface de Honoré de Balzac, Un épisode sous la terreur, Paris, Petite Bibliothèque Payot, 2025